# Sainte-Hélène (Lozère)
Sainte-Hélène (okcitán nyelven Santa Elena) község Franciaország déli részén, Lozère megyében. 2011-ben 73 lakosa volt.

## Fekvése
Sainte-Hélène a Lot völgyében fekszik, 860 méteres (a községterület 793-1212 méteres) tengerszint feletti magasságban, Le Bleymard-tól 15 km-re nyugatra.
Nyugatról Badaroux, északról Pelouse, keletről Chadenet, délről pedig Lanuéjols községekkel határos.
A Lot völgyében haladó D901-es megyei út köti össze Le Bleymard-dal, valamint a Tourette-hágón keresztül a megyeszékhellyel (14 km). Vasúti megállóhely a Translozérien vonalán.
A községet két település alkotja: Sainte-Hélène és Mont Valdon.

## Története
Sainte-Hélène a történelmi Gévaudan tartomány Tourneli báróságához tartozott. A Fuseau des Fées megalit a 20. század elején, a vasút építésekor elpusztult. 1926-ban kis vízierőművet létesítettek itt a Lot-folyón, melynek energiáját egy kisebb fafeldolgozó üzem hasznosította.

### Demográfia
| Év   | Lakosság |
| ---- | -------- |
| 1793 | 174      |
| 1851 | 214      |
| 1876 | 161      |
| 1901 | 159      |
| 1936 | 117      |

| Év   | Lakosság |
| ---- | -------- |
| 1946 | 163      |
| 1954 | 93       |
| 1962 | 75       |
| 1968 | 54       |

| Év   | Lakosság |
| ---- | -------- |
| 1975 | 44       |
| 1982 | 44       |
| 1990 | 47       |
| 1999 | 52       |
| 2010 | 71       |

## Nevezetességei
- Temploma román stílusban épült a 12. században.
- A templom előtt álló kőkeresztet 1623-ban állították.

## Kapcsolódó szócikk
- Lozère megye községei